# Igor Kornejev
Igor Vladimirovitsj Kornejev (Russisch: Игорь Владимирович Корнеев) (Moskou, 4 september 1967) is een Russisch voormalig profvoetballer, voetbaltrainer en voetbalbestuurder. Als aanvallende middenvelder speelde hij voor Spartak Moskou, CSKA Moskou, Espanyol, FC Barcelona, sc Heerenveen, Feyenoord, NAC Breda, het voetbalelftal van de Sovjet-Unie, het voetbalelftal van Gemenebest van Onafhankelijke Staten en het Russisch voetbalelftal. Na zijn voetbalcarrière begon Kornejev een eigen zonnebankstudio in Rotterdam.
Sinds 2002 bezit Kornejev ook de Nederlandse nationaliteit. Hij nam met Rusland deel aan het WK voetbal 1994 in de Verenigde Staten, waar de ploeg in de eerste ronde werd uitgeschakeld.
In 2004 startte hij zijn trainerscarrière bij de A1 van Feyenoord. In 2006 werd hij door Guus Hiddink gevraagd om assistent te worden bij het Russisch voetbalelftal. Met ingang van 1 augustus 2009 werd hij technisch directeur van Zenit Sint-Petersburg, waar hij al snel in conflict kwam met zittend trainer Dick Advocaat

## Carrière

### Loopbaan als speler
| seizoen   | club           | land        | competitie       | wedstrijden | goals |
| --------- | -------------- | ----------- | ---------------- | ----------- | ----- |
| 1984–1987 | Spartak Moskou | Sovjet-Unie | Sovjet Top Liga  | 41          | 5     |
| 1987–1991 | CSKA Moskou    | Sovjet-Unie | Sovjet Top Liga  | 139         | 53    |
| 1991–1994 | RCD Espanyol   | Spanje      | Primera División | 80          | 31    |
| 1994–1995 | FC Barcelona   | Spanje      | Primera División | 12          | 0     |
| 1995–1997 | sc Heerenveen  | Nederland   | Eredivisie       | 35          | 7     |
| 1997–2002 | Feyenoord      | Nederland   | Eredivisie       | 79          | 20    |
| 2002–2003 | NAC Breda      | Nederland   | Eredivisie       | 10          | 0     |
| Totaal    |                |             |                  | 396         | 116   |

### Loopbaan als trainer/bestuurder
| Periode   | Club                  | Land      | Competitie     | Functie              |
| --------- | --------------------- | --------- | -------------- | -------------------- |
| 2004–2006 | Feyenoord (jeugd A1)  | Nederland | -              | Trainer              |
| 2006–2009 | Rusland               | Rusland   | -              | Assistent-bondscoach |
| 2009–2012 | Zenit Sint-Petersburg | Rusland   | Premjer-Liga   | Sportief directeur   |
| 2014      | Slavia Praag          | Tsjechië  | Gambrinus liga | Sportief directeur   |
| 2016      | Lokomotiv Moskou      | Rusland   | Premjer-Liga   | Sportief directeur   |
| 2019–2020 | AS Monaco             | Monaco    | Ligue 1        | Managementadviseur   |

## Erelijst
Als speler
 Spartak Moskou
- Sovjet Top Liga: 1987

 CSKA Moskou
- Sovjet Top Liga: 1991
- USSR Cup: 1990/91

 Feyenoord
- Eredivisie: 1998/99
- Johan Cruijff Schaal: 1999
- UEFA Cup: 2001/02